# Themistocles Dracos

Themistocles Dracos (1970)

Themistocles Dracos (* 5. Februar 1928 in Volos; † 23. Mai 2021 in Zürich; heimatberechtigt in Zollikon) war ein Schweizer Bauingenieur und Professor an der ETH Zürich.

## Leben
Themistocles Dracos studierte von 1949 bis 1956 an der ETH Zürich, unterbrochen von 1952 bis 1954 vom Militärdienst in Griechenland, und schloss als Bauingenieur mit dem Diplom Richtung Wasserbau ab. Anschliessend arbeitete er bis 1958 als Bauingenieur bei der Motor-Columbus AG in Baden und wechselte danach als Halbtags-Assistent an die ETH Zürich, wo er 1961 bei Gerold Schnitter promovierte und dann als wissenschaftlicher Mitarbeiter bei der Versuchsanstalt für Wasserbau und Erdbau tätig war. 1963 wählte ihn der Bundesrat zum Assistenzprofessor für Hydraulik an die ETH Zürich und 1970 zum ordentlichen Professor für das gleiche Lehrgebiet. Nach einer erfolgreichen und vielfältigen Karriere wurde er im Frühjahr 1995 in den Ruhestand versetzt.

## Lehre
Von seiner Wahl zum Assistenzprofessor 1963 bis zu seinem Rücktritt 1995 führte Dracos die Studenten der damaligen Abteilungen für Bauingenieurwesen und für Kulturtechnik und Vermessung in die Lehre der Strömungen in Röhren, Kanälen und Flüssen ein. Für viele Studentengenerationen war er damit ein prägendes Vorbild.

## Forschung
In der Forschung war es Dracos ein grosses Anliegen, die Mittelwertbetrachtungen der Hydraulik durch eine zeitlich und räumlich aufgelöste Erfassung der Strömungen zu ergänzen. Mit seinen Experimenten, unterstützt durch optische Messmethoden und numerische Modellierung, suchte er das Verständnis für Strömungen in technischen Anlagen, im Grundwasser, in Seen, Flüssen und Bächen zu fördern und zu vertiefen.
Dracos hat aber nicht nur in Lehre und Forschung, sondern auch mit seinem Engagement für die Geschicke der ETH Zürich tiefe Spuren hinterlassen. Sowohl als Vorsteher der Abteilung für Bauingenieurwesen und wiederholt des Instituts für Hydromechanik und Wasserwirtschaft sowie auch als Mitglied der Aufnahmeprüfungs- und Forschungskommission und als Präsident der damaligen Dozentenkommission hat er sich für die Belange der Hochschule und deren Angehörige sowie seines Fachgebiets eingesetzt.

## Mitgliedschaften
- Schweizerischer Ingenieur- und Architektenverein
- 1974–1977 Initiant und erster Präsident der SIA-Kommission für Wasserwirtschaft und Wassertechnik
- American Geophysical Union
- American Society of Civil Engineers
- International Water Resources Association
- International Association of Hydraulic Research (IAHR)

## Publikationen (Auswahl)
- Ebene nichtstationäre Grundwasserabflüsse mit freier Oberfläche. ETH Diss. Nr. 3294, doi:10.3929/ethz-a-000095658.
- Hydrologie. Eine Einführung für Ingenieure. Springer, Wien 1980, ISBN 3709185874.